# Топорино (Оренбургская область)
Топорино — упразднённый посёлок в Бугурусланском районе Оренбургской области. На момент упразднения входил в состав сельского поселения Полибинский сельсовет. Исключен из учётных данных в 1999 году.

## География
Располагался на левом берегу реки Малый Мочегай, на расстоянии, примерно, 3 километр к северо-востоку от села Полибино.

## История
По данным на 1949 год посёлок Топорино входил в состав сельсовета имени III Интернационала Мордовско-Боклинского района Чкаловской области. Посёлок являлся отделением колхоза «Садовка». Позже отделение колхоза «Мирный».
Постановление Законодательного Собрания Оренбургской области от 19.02.1999 № 209/39-ПЗС посёлок исключен из учётных данных.